# 龍善寺 (新宿区)
龍善寺（りゅうぜんじ）は、東京都新宿区にある真宗大谷派の寺院。

## 歴史
1638年（寛永15年）、円明院教祐によって開山された。徳川氏の旧領だった三河国には、元々浄土真宗の門徒（信者）が多く、三河一向一揆まで起き、一時は徳川家康を追い詰めていた。その後、徳川氏の江戸入府とともに、門徒たちも江戸に移住した。門徒たちは故郷の三河国岡崎（現・愛知県岡崎市）の上宮寺の本尊を拝したいので、江戸で開帳してほしいという要望を出したので、上宮寺の江戸支院という位置づけて、開帳と同時に当寺が創建された
開帳後、上宮寺の本尊は岡崎に戻されたが、代わりに上宮寺より阿弥陀如来像が贈られ、当寺の本尊となった。この像は鎌倉時代に作られたという。
元々は、現在の東京都渋谷区千駄ヶ谷に位置していたが、1667年（寛文7年）に現在地に移転した。
その後、当寺内で南春寺を再興させている。

## 文化財
- 木造阿弥陀如来立像（新宿区指定文化財 平成9年3月7日指定）[3]

## 交通アクセス
- 早稲田駅1番出口より徒歩1分（経路案内）。